# Alfie Williams

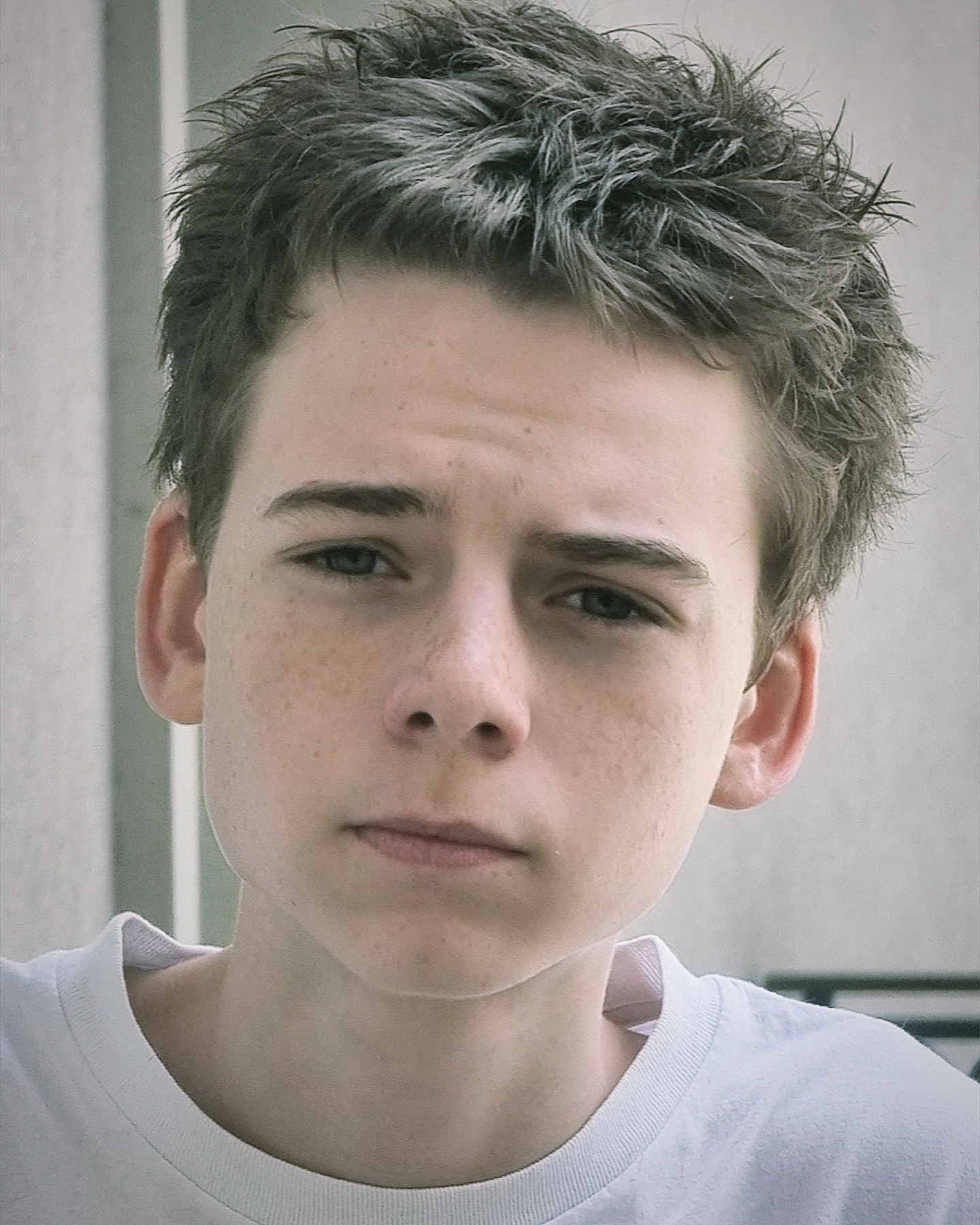
Alfie Williams (2025)

Alfie Williams (* 3. Januar 2011) ist ein britischer Kinderdarsteller Er wurde international bekannt durch seine Hauptrolle des Jungen Spike im Horror-Kinofilm 28 Years Later (2025), bei dessen Dreharbeiten er 13 Jahre alt war.

## Leben und Karriere
Alfie Williams wuchs in der Nähe der englischen Stadt Newcastle upon Tyne auf. Sein Vater Alfie Dobson ist ein Schauspieler.
Eine erste kleine Rolle bekam Alfie Williams 2022 in einer Folge der Fernsehserie His Dark Materials. 2023 folgte eine Rolle im Film A New Breed of Criminal.
Für Anfang 2026 ist die Fortsetzung von 28 Years Later mit dem Titel 28 Years Later: The Bone Temple angekündigt, in der Alfie Williams wieder den Jungen Spike spielen soll.
In der deutschsprachigen Kinofassung von 28 Years Later wird seine Stimme von Jenny Melina Witez gesprochen.

## Filmografie (Auswahl)
- 2022: His Dark Materials (Fernsehserie, 1 Folge)
- 2023: A New Breed of Criminal
- 2025: 28 Years Later